# William Morrow (editor)
William Morrow (n. 15 iunie 1873, Dublin, Regatul Unit al Marii Britanii și Irlandei – d. 11 noiembrie 1931, SUA) a fost un editor american. El s-a căsătorit cu romanciera Honoré Willsie Morrow în 1923. A fondat editura William Morrow and Company în 1926 și a condus-o până la moartea sa.

## William Morrow and Company
Editura William Morrow and Company a fost achiziționată de Scott, Foresman în 1967 și vândută în 1981 către Hearst Corporation, care a vândut-o la rândul ei, împreună cu Avon Books, către News Corporation în 1999. Atât William Morrow, cât și Avon sunt acum mărci ale subsidiarei HarperCollins a corporației News Corp..
Printre mulți alți autori, Morrow a fost editorul american al lui Nevil Shute, publicând mai multe dintre romanele sale. Morrow a fost, de asemenea, editorul romanelor cu Perry Mason ale lui Erle Stanley Gardner.

## Legături externe
- News Corporation press release la Wayback Machine (archived 9 decembrie 2006) detaliind istoria și achiziția editurii William Morrow and Company
- Pagina companiei William Morrow pe site-ul HarperCollins
- Biografia lui Thayer Hudson Arhivat în 11 august 2007, la Wayback Machine., succesorul lui Morrow ca proprietar și președinte al editurii William Morrow and Company